# Cristoforo da Soldo
Cristoforo da Soldo (Brescia, 1397 circa – Brescia, 21 agosto 1470) è stato uno storico italiano.

## Biografia
Fu erede e membro della famiglia di estrazione patrizia che portava storicamente il cognome da Soldo. La famiglia, forse originaria dal contado bergamasco, di nobile ascendenza, era presente nell'estimo del 1434, presso la parrocchia di San Giovanni di Brescia, con i fratelli Giacomo e Carlo Soldo, apparentemente non legati da rapporti parentali al cronista Cristoforo nella documentazione bresciana.
Dal 1427 Cristoforo da Soldo godette di un ruolo preminente nel Comune di Brescia, poiché era nominato tra i membri del Maggiore Consiglio.
Ricoprì l’ufficio di massaro alle Custodie notturne e tenne un registro di cittadini notevoli operanti nelle guardie notturne di porte e mura civiche, dov'erano annotate anche le somme dovute dai Bresciani. Al tempo delle tensioni espansionistiche della famiglia milanese dei Visconti su Brescia, una città in preda ai primi attacchi e quindi poi sottomessa dall'assedio sotto il comando di Niccolò Piccinino, Soldo fu incaricato più volte ufficiale delle Custodie dagli Anziani di Brescia dal 1438 al 1448, conservando le mansioni di massaro. Inoltre, nel 1442 fu nominato rationator Communis, alto ufficio dell’amministrazione comunale. Fu eletto "savio di guerra" negli anni 1447, 1450 e 1452. 
Nel 1466 fu responsabile dei lavori di ricostruzione delle mura di Brescia, accanto ad altri incarichi pubblici nei successivi anni 1467 e 1468. Nel 1468 si occupò dell'incarico di conservatore del Registro della Città, contemporaneamente assieme alle nomine di deputato alla sanità pubblica e tassatore dei salari. 
Morì a Brescia il 21 agosto del 1470: la data è stata scoperta attraverso lo studio di ricerca delle provvisioni del Consiglio cittadino.

## Opera
L'opera principale composta da Soldo è un'accurata "Cronaca", scritta in volgare, che ripercorse gli anni dal 1437 al 1468, dal titolo a stampa Annales Brixiani ab Anno 1434 usque ad Annum 1468 Italica lingua conscripti.
L’edizione manoscritta originale non è stata conservata, tuttavia sono state tramandate numerose copie, come quella del trascrittore Gabriele Faita "il giovane", presente oggi a Brescia, nella Biblioteca Queriniana, codice di registrazione « C I 13 ». In un primo momento, all'epoca di Soldo, pare sia stata diffusa una versione più sintetica degli Annales, prendendo in analisi l'edizione manoscritta « Venezia, Biblioteca Queriniana,  A IV 1»: successivamente, sia l'autore che altri trascrittori avrebbero ripreso il testo, integrandolo con nuovi contributi.
Si sa che la sua relazione storica venne in seguito continuata da Iacopo Melga, un notaio bresciano, sino al 1487.

### Annales Brixiani
La cronaca degli Annales Brixiani inizia con la cronistoria degli assalti che il Comune di Brescia all'interno di un contesto ampio – per tre secoli Brescia fece parte dei domini della repubblica di Venezia, forza contrapposta al Ducato di Milano. Senza tralasciare le vicende delle altre regioni dell’Italia padana, segue gli orizzonti di personaggi noti, da Francesco Sforza a Erasmo Gattamelata, da Papa Eugenio IV a Filippo Maria Visconti, a Vitaliano Furlani di Cividale, mentre si leggono i nomi di numerosi toponimi, dilungandosi nel racconto dell’assedio di Brescia, a partire dal 1437, per iniziativa di Niccolò Piccinino, accompagnato dalle milizie viscontee. Si interessa sia della vittoria dei veneziani a Monte di Brianza retta da Micheletto Attendolo, sia della sconfitta dei veneziani alla battaglia di Caravaggio.
L'autore non si lascia sfuggire neppure l'occasione di ricordare di avere contribuito a proprie spese al sovvenzionamento della fondazione di un ospedale a Brescia. Fa cenni al giubileo del 1450, mentre nella data del febbraio del 1451 Soldo fu testimone oculare del soggiorno di una settimana di Giovanni da Capestrano a Brescia, a qualche anno di distanza dalla caduta di Costantinopoli di Maometto II nel 1453, denominato il «gran Turco».
Il racconto termina con il periodo di successione di Francesco I Sforza e la morte della moglie Bianca Maria Visconti nel 1468.

## Scritti
- La Cronaca di Cristoforo da Soldo, a cura di Giuseppe Brizzolara, in Rerum Italicarum Scriptores (ser. II), Tomo XXI, parte III, fascicolo 2, Bologna, Zanichelli, 1938. Volume pubblicato sotto la direzione di Giosuè Carducci, Vittorio Fiorini, Pietro Fedele in una nuova edizione riveduta, ampliata e corretta (poi riedito ancora nel 1978: Cristoforo Soldo, Memoria delle guerre contro la Signoria di Venezia dal 1437 al 1468, in Muratori, RIS XXI, ed. a cura di G. Brizzolara, fasc. I-II-III, Bologna, 1978) (on-line)

## Edizioni in linea
- (LA) Cristoforo a Soldo, Annales Brixiani ab Anno 1434 usque ad Annum 1468 Italica lingua conscripti, in "Rerum Italicarum Scriptores" - tomo XXI parte III - di Ludovico Antonio Muratori, Mediolani, ex typographia Societatis Palatinae in Regia Curia, 1732. URL consultato il 2 febbraio 2020. pp. 785-914 (420-486)